# Parrocchia di East Baton Rouge
La parrocchia di East Baton Rouge (in inglese East Baton Rouge Parish) è una parrocchia dello Stato della Louisiana, negli Stati Uniti. La popolazione al censimento del 2000 era di 412 852 abitanti. Il capoluogo è Baton Rouge, anche capitale dello Stato.

## Geografia
La parrocchia si trova nel centro-est dello Stato. Il centro sud è intensamente abitato, mentre la parte settentrionale è più rurale. Il confine ovest è segnato dal Mississipi, mentre quello est dall'Amite.

### Parrocchie confinanti
- Parrocchia di East Feliciana - nord
- Parrocchia di Saint Helena - nord-est
- Parrocchia di Livingston - est
- Parrocchia di Ascension - sud-est
- Parrocchia di Iberville - sud
- Parrocchia di West Baton Rouge - ovest

## Storia
La parrocchia fu creata nel 1812. Il nome deriva dal francese e significa "bastone rosso"; esso era usato dai nativi per segnare i confini dei loro territori.

## Comuni[5]

### Cities
- Baker
- Baton Rouge (capoluogo)
- Central
- Zachary

### Census-designated places
- Brownfields
- Gardere
- Inniswold
- Merrydale
- Monticello
- Oak Hills Place
- Old Jefferson
- Shenandoah
- Village St. George
- Westminster